# Paul Vanden Boeynants
Paul Emile François Henri Vanden Boeynants (Vorst, 22 mei 1919 – Aalst, 8 januari 2001), in de media en door hemzelf bijgenaamd 'VDB', was een Belgisch volksvertegenwoordiger, minister en premier. Als ondernemer was hij actief in de vleesindustrie.

## Biografie

### Jeugd en opleiding
Paul Vanden Boeynants werd geboren als enig kind uit een echtpaar uit Mechelen dat naar Vorst bij Brussel was verhuisd waar vader Henri Vanden Boeynants als jonge slagersknecht samen met zijn vrouw Jeanne Lenssens, een kindermeisje, een kleine slagerij had opgestart. Kort daarna verhuisde het jonge gezin met de goed draaiende beenhouwerij naar het meer welgestelde Etterbeek. Paul Vanden Boeynants groeide op in een katholiek, verfranst milieu en werd door zijn vader naar het elitaire, Franstalige, rechts-conservatieve Sint-Michielscollege van de jezuïeten in Brussel gestuurd. Daar volgde hij vanaf zijn elfde de zgn. 'Grieks-Latijnse', of klassieke humaniora. Vanden Boeynants bleek weliswaar een pientere maar geen al te ijverige leerling te zijn en VDB beëindigde op veertienjarige leeftijd het middelbaar onderwijs zonder diploma. Toch was zijn gebrek aan een diploma hoger onderwijs "dankzij een speciale opleiding met universitair programma" die VDB in 1952 nog acht maanden (zes dagen per week) volgde bij de Jezuïeten naar eigen zeggen absoluut geen handicap voor zijn latere carrière.
De geblokte, energieke scholier bleek meer talent te hebben voor het voetbal en de 'potige' junior schopte het tot 'center half' (centrale middenvelder) bij de reservenploeg van de toenmalige topclub Royale Union St.-Gilloise. Maar mede ten gevolge van een knieblessure koos de jonge belofte er op 19-jarige leeftijd voor om in de voetsporen van zijn vader te treden en voluit "in de commerce" (vleeshandel) te gaan. Vanden Boeynants volgde eerst nog les aan de beenhouwersschool in Antwerpen, ging op leercontract in Leuven, Luik, Amsterdam en Parijs en trad daarna als leerjongen in de zaak van zijn vader en zijn schoonvader. Bij het uitbreken van de Tweede Wereldoorlog vocht VDB tijdens zijn legerdienst met het 9e Linieregiment mee in de Achttiendaagse Veldtocht en werd hij krijgsgevangen genomen. Ingeschreven als Vlaming in het Belgisch leger, werd VDB al na enkele maanden, op 17 januari 1941, door de Duitsers vrijgelaten. Op 15 december 1942 huwde VDB met Lucienne Deurinck (1919-1994), de welopgeleide dochter van een uit het West-Vlaamse Lichtervelde afkomstige vleeshandelaar uit de buurt. Met haar kreeg hij een zoon en twee dochters.

### Zakenimperium in vleesindustrie
Onmiddellijk na de bevrijding in 1944 richtte Paul Vanden Boeynants met zijn vader de École Professionelle de Boucherie-Charcuterie (E.P.B.C.) op, naar het voorbeeld van de Beenhouwersschool in Antwerpen. Deze beroepsschool (met VDB als bestuursvoorzitter en zijn vader als directeur) zou twee jaar later ook fungeren als aankoopcentrale van vlees voor VDB's eigen vleesbedrijf, de Entente des Patrons Bouchers-Charcutiers (toevallig ook afgekort tot E.P.B.C.) dat hij op 24 maart 1947 in samenwerking met elf collega slagers en vleeshandelaren had opgestart in Anderlecht. Deze nv, die zich specialiseerde in de massaproductie van voornamelijk in blik (naar het voorbeeld van de Amerikaanse cornedbeef tijdens de Bevrijding) voorverpakte vleesartikelen, zou de basis vormen van VDB's zakenimperium in de vleesindustrie. Het bedrijf kende onder zijn voorzitterschap een snelle expansie en exporteerde twintig jaar later, vanaf 1963 onder de merknaam DACOR, 90 soorten worst naar landen over de hele wereld. In 1981 verhuisde de vennootschap E.P.B.C.-DACOR, intussen met een ruimer assortiment paté- en hamprodukten, naar Zwijnaarde bij Gent waar de onderneming na een fusie met het Leuvense Euroham, Provia (DEP) en General Meat Products (GMP) de naam DEP/GMP kreeg.
In 1990 verkocht de familie Vanden Boeynants, met zoon Christian Vanden Boeynants als afgevaardigd bestuurder, de vennootschap aan het Nederlandse 'Hendrix International', een concern in de agrarische en voedingsindustrie dat toen deel uitmaakte van BP Nutrition, de 'consumer food' groep van multinational British Petroleum. Door de overname kreeg DEP/GMP, dat toen 130 werknemers tewerkstelde, met behoud van eigen naam en identiteit, een ruimere toegang tot de Europese voedingsmarkt.
Maar VDB investeerde niet enkel in zijn eigen vleesbedrijf Dacor-EPBC maar financierde ook andere firma's uit de vleessector die hij gedeeltelijk of volledig had overgenomen. In 1969 stichtte hij samen met Jacques Vanderhaeghe, de familie (Isidore) Ghysels-Speeckaert en hun medewerkers in Veurne de firma NV Euro-Meat-Express met een kapitaal van 100 miljoen Belgische frank. Vanden Boeynants werd de voorzitter van hun bedrijf en bleef dit tot in 1974, toen hij al minister van Landsverdediging was. In 1980 verhuisde dit bedrijf, onder de nieuwe naam Brimex, naar de Passersstraat in Anderlecht in de onmiddellijke nabijheid van VDB's EPBC-Dacor.

## Politieke loopbaan

### Propagandist
De politieke interesse heeft Paul Vanden Boeynants naar eigen zeggen geërfd van zijn grootvader die ploegbaas en vakbondsafgevaardigde was in het NMBS-Arsenaal (werkplaats) in Mechelen waar hij tevens uitbater was van het socialistische 'Achturenhuis'. De jonge Vanden Boeynants ontwikkelde echter een totaal andere politieke visie en werd onder invloed van zijn opleiding aan het Jezuïetencollege zelfs een sympathisant van Léon Degrelle, de leider van de rechts-autoritaire Nieuwe Orde-beweging in Franstalig België in de jaren '30. Slechts getemperd door zijn vader stapte de tiener tijdens de oorlog niet in de collaboratie maar onderhield Vanden Boeynants, omwille van hun gemeenschappelijk geloof in een militant Rooms-katholicisme, corporatisme en anticommunisme na de oorlog tot de beginjaren '50 wel nauwe, soms zelfs hartelijke contacten met een aantal vooraanstaande figuren uit de Vlaamse Beweging die tijdens de bezetting wel gecollaboreerd hadden zoals Antoon De Pesseroey en advocaat Walter Bouchery of die opkwamen voor amnestie zoals Walter Peeters. Vanden Boeynants werd ook geldschieter van Bouchery's uitgeverij 'Luctor' dat Vlaams-nationalistische weekbladen en boeken uitgaf. In 1949 werd Paul Vanden Boeynants ook medeoprichter en hoofdaandeelhouder van de eveneens door Bouchery geleide Antwerpse drukkerij 'De Berk' dat niet enkel VDB's politiek verkiezingsdrukwerk (tot 1958) voor zijn rekening nam maar ook het propagandamateriaal van de eerste naoorlogse Vlaams-nationalistische anti-repressiepartij, de Vlaamse Concentratie, uitgaf. Ook in Brussel had VDB na de oorlog connecties met sommige Vlaams-nationalisten zoals de bekende ondernemersfamilie Van Waeyenberge.
In 1946 organiseerde Paul Vanden Boeynants een staking van slagers en winkeliers tegen de, volgens hem, te rigide prijs- en rantsoeneringsmaatregelen van de communistische minister van ravitaillering Edgar Lalmand. Zijn actie kende succes en de ambitieuze VDB werd actief in allerlei beenhouwers- en middenstandsorganisaties. In 1947 werd Vanden Boeynants raadslid van de Kamer van Koophandel in Brussel. Een jaar later werd hij ondervoorzitter van de Brusselse Beenhouwersfederatie, lid van het bestuurscomité van de Landsbond van Beenhouwers en Spekslagers, ondervoorzitter van de Unie der Vrije Beroepen, secretaris-generaal van het Verbond van Ambachten en Neringen en lid van de Werkrechtersraad in Brussel. Vanden Boeynants bleef er voor de rest van zijn leven in theorie een uitgesproken rechtse (volgens linkse critici een extreemrechtse), anticommunistische, royalistische - tijdens de Koningskwestie manifesteerde Vanden Boeynants zich als een vurig leopoldist - en in christendemocratische kringen vaak dissidente overtuiging op na houden maar zou zich om pragmatische redenen wel als liberaal-conservatief inschakelen in de parlementaire werking van de liberale rechtsstaat.

### Parlementslid
Gebruik makend van zijn snel groeiende populariteit slaagde de onstuimige Vanden Boeynants er in 1949 in om, na een omstreden CVP-PSC-poll - VDB had voordien kwistig partijkaarten uitgedeeld aan bevriende slagers en middenstanders - de achtste plaats op de lijst van de CVP-PSC voor het arrondissement Brussel te verwerven en met 6500 voorkeurstemmen als dertigjarige volksvertegenwoordiger een zitje in de Kamer te bemachtigen. Dit mandaat bekleedde hij tot in 1985. Als volksvertegenwoordiger zetelde hij in diverse commissies: Economische Zaken, Middenstand, Financiën, Algemene Zaken, Openbaar Ambt, Volksgezondheid, Gezin, Openbare Werken en Defensie. Vanuit het parlement oefende hij tevens het dubbelmandaat in de Franse Cultuurraad (1971–80) en Gemeenschapsraad (1980–85) uit. Tijdens zijn politieke loopbaan ijverde hij steeds voor een nationale verstandhouding, die hij wenste te bereiken via een veralgemeende tweetaligheid, en was hij een voorstander van het belgicisme.

### Stedelijke mandaten in Brussel
VDB werd actief in de Brusselse politiek en van 1952 tot 1995 was hij gemeenteraadslid van de stad. Van 1953 tot 1958 was hij schepen van Handel en Stadseigendommen en werd hij belast met de voorbereiding van Expo '58 waarvan hij afgevaardigd bestuurder zou worden.  Van 1965 tot 1966 was hij schepen van Handel, Openbare Werken, Feesten, Stedenbouw en Aanplantingen. Na zijn benoeming tot eerste minister nam VDB in juli 1966 ontslag als schepen van Brussel, maar na de vorming van de regering-G. Eyskens IV nam hij in oktober 1968 zijn schepenfuncties weer op. Bij de gemeenteraadsverkiezingen van 11 oktober 1970 kwam Vanden Boeynants in 17 van de 19 Brusselse gemeenten op met eigen christendemocratische lijsten onder de naam UAB-UTB (L'Union pour l'Avenir de Bruxelles — Unie voor de Toekomst van Brussel). Deze volwaardig tweetalige lijsten - zij waren de enige met een noemenswaardige Vlaamse vertegenwoordiging - hadden weliswaar een uitgesproken anti-federalistisch m.a.w. unitaristisch programma maar sloot wat de bescherming van de Vlaamse minderheid in Brussel betrof toch aan met de door de regering geplande staatshervorming zoals de pariteit in de Brusselse agglomeratieraad (de voorloper van het huidige Brussels Hoofdstedelijk Parlement) en de beperking van de agglomeratie tot de 19 gemeenten. VDB bleef schepen tot in januari 1972 om minister van Landsverdediging te worden. In de periode 1971–75 zetelde VDB ook in de Brusselse Agglomeratieraad. 
Als Brussels schepen van o.m. Openbare Werken, stedebouw, Handel en Stadseigendommen was VDB in de jaren '60 en '70 nauw betrokken bij grootschalige, volgens critici megalomane, Brusselse bouwprojecten zoals het omstreden Manhattanplan nabij het Noordstation en de bouw van Parking 58. Tegen het einde van zijn loopbaan probeerde VDB tot driemaal toe burgemeester van Brussel-Stad verkozen te worden, maar hier slaagde hij niet in.

### Minister van Middenstand
Op 26 juni 1958 werd de portefeuille van Middenstand van de kortstondige, homogeen katholieke regering-G. Eyskens II toevertrouwd aan de 39-jarige Paul Vanden Boeynants. VDB genoot toen het vertrouwen van zowel de belangrijkste beroepsfederaties als van de christelijke middenstandsbeweging. Vier maanden later volgde Vanden Boeynants zichzelf op onder de regering-G. Eyskens III waar nu ook de Liberale Partij deel van uitmaakte. Om de zelfstandigen en detailhandel beter te beschermen en voor te bereiden op een transitie naar een productievere, innovatieve kleinhandel naar Amerikaans model ontwikkelde Vanden Boeynants een ambitieus en toekomstgericht programma. VDB ging de boer op en was alomtegenwoordig op vak- en handelsbeurzen, braderijen, NCMV-congressen en veemarkten waar hij met zijn charisma en redenaarstalent zijn achterban van zijn hervormingsplannen trachtte te overtuigen. Met de vestigingswet van 24 december 1958 die een goed evenwicht hield tussen de ondernemersvrijheid en regulering versterkte Vanden Boeynants het statuut van de 'zelfstandige arbeiders'. Voor de 'bescheidener handelaars' en ambachtslieden introduceerde VDB de verplichte wekelijkse sluitingsdag (maart 1960) en zorgde hij voor een betere middenstandsopleiding en een soepeler beroepskrediet. Vanden Boeynants vereenvoudigde ook de pensioenwet voor zelfstandigen (de zgn. wet-Bossaert-Mundeleer) en richtte daarvoor de efficiëntere Rijksdienst der Pensioenen voor Zelfstandigen (RPZ) op. Gelet op de groeiende populariteit van de opkomende maar concurrerende zelfbedieningswinkels en grootwarenhuizen (zoals Grand Bazar en Delhaize) sloot VDB ter compensatie op 5 februari 1959 een 'ontgrendelend' gentlemen’s agreement met de belangrijkste Belgische grootdistributeurs. VDB bleef bevoegd voor middenstand en KMO's tot 25 april 1961.

### Partijvoorzitter
Vanden Boeynants' felle kritiek op de langdurige, algemene staking tegen het saneringsbeleid (besparingen) van de eenheidswet tijdens de jaarwisseling van 1960-61 maakte van VDB een politiek zwaargewicht op het nationaal niveau. Bij de parlementsverkiezingen van 26 maart 1961 leverde hem dat 60.000 voorkeurstemmen op, een bijzonder hoog aantal gelet op de verkiezingsnederlaag van zijn partij. De nieuwe eerste minister en uittredend CVP-voorzitter, Théo Lefèvre, bood hem een portefeuille aan in zijn centrumlinkse regering-Lefèvre-Spaak maar VDB bedankte voor de eer. Op aanraden van zijn partijgenoten Jan de Spot, Robert Houben en ACV-vakbondsleider August Cool aanvaardde VDB na lang overwegen het verzoek om zich (als enige) kandidaat te stellen voor het partijvoorzitterschap. Op 27 mei 1961 werd Vanden Boeynants verkozen tot voorzitter van de nog unitaire CVP-PSC. VDB was beducht voor een, vooral in Wallonië, militant syndicalisme en stond erg wantrouwig tegenover het 'travaillistische' kabinet-Lefèvre. Hij ijverde voor respect voor de openbare orde en het herstel van het staatsgezag als noodzakelijke voorwaarde voor een stabiel politiek en economisch klimaat in België. In de eigen partij probeerde VDB de interne verdeeldheid zowel tussen Vlamingen en Franstaligen als tussen de diverse sociale klassen (met enerzijds zelfstandigen en vrije beroepen verenigd in o.m. de Mouvement des Indépendants et des Cadres (MIC) en NCMV en anderzijds arbeiders verenigd in de mouvement ouvrier chrétien (MOC)) te overstijgen door te pleiten voor resp. communautaire gematigdheid en een versterking van het centrale partijbestuur, in het bijzonder van de voorzitter. Zijn ongeduldige, dominante, 'Amerikaanse' handelswijze leverde hem het verwijt op de partij op een eigengereide, weinig democratische wijze te leiden.
VDB bleef partijvoorzitter tot 1966. Toen CVP en PSC in 1969 officieus en in 1972 formeel uit elkaar gingen, bleef VDB binnen de PSC maar richtte hij een uitgesproken rechts-conservatieve vleugel op, het CEPIC. Hiervan was hij voorzitter van 1977 tot 1979. Daarna was hij van oktober 1979 tot december 1981 voorzitter van de moederpartij PSC. Uit het CEPIC ontstond intussen de organisatie Rassemblement Chrétien du Centre, waarvan hij van 1982 tot 1985 lid was.

### Eerste minister
Van 1966 tot 1968 was Paul vanden Boeynants premier van de rooms-blauwe regering-Vanden Boeynants I. VDB's eerste regering viel op 7 februari 1968 over de kwestie Leuven Vlaams. Een dag eerder had Kamerlid Jan Verroken, fractieleider van de toen nog unitaire regeringspartij CVP/PSC en sindsdien berucht als "le tombeur de VDB", in het parlement een interpellatie gehouden over de overheveling van de Franstalige afdeling van de KUL naar Wallonië, een rebelse daad die de Franstalige christendemocraten niet wilden aanvaarden. Na de parlementsverkiezingen van 31 maart 1968 werd VDB, die in de Brusselse kieskantons in dissidentie met het arrondissementeel Comité van de PSC (die met een eigen Franstalige lijst opkwam), met een tweetalige VdB-CVP-kartellijst van communautair gematigde christendemocraten en met een gepersonaliseerde campagne (met 20 m²-grote affiches met tricolore band) een sterk resultaat (25,7%) had behaald, op 7 mei aangesteld als formateur. In die hoedanigheid bracht VDB een regering van socialisten en christendemocraten tot stand, maar droeg hij het premierschap over aan zijn partijgenoot Gaston Eyskens. VDB's voorkeur ging immers uit naar een klassieke tripartite waarvan ook de liberalen deel uitmaakten. 
In 1969 werd VDB benoemd tot minister van Staat.
Na de val van de regering-Tindemans IV over het Egmontpact in 1978 werd Paul Vanden Boeynants op 20 oktober 1978 een tweede maal premier, ditmaal van een overgangskabinet dat nauwelijks vijf maanden duurde. De regering-Vanden Boeynants II in lopende zaken stelde in opdracht van de koning een grondwetsherziening op, schreef verkiezingen uit op 17 december 1978 en gaf een dag later zijn ontslag. Deze kortstondige regering werd op 3 april 1979 opgevolgd door de regering-Martens I waarin VDB vice-premier en opnieuw minister van Landsverdediging werd.

### Minister van Landsverdediging
In januari 1972 werd Vanden Boeynants minister van Landsverdediging, een op dat moment klein departement met een bescheiden budget waar hij tot oktober 1979 zo goed als carte blanche krijgt. VDB kreeg de ministerpost op voorspraak van de Waalse socialisten die aasden op de economische compensaties van de wapencontracten als tegemoetkoming voor het geld dat, ten gevolge van de heersende wafelijzerpolitiek, in de Vlaamse havens werd gëinvesteerd. VDB wilde dat België, in volle Koude Oorlog, voortaan zijn NAVO-verplichtingen nakwam en dat het Belgische leger dringend moest worden gemoderniseerd, ook in het kader van de EEG. Niettegensstaande de oplaaiende economische (olie-) crisis gaf VDB voor honderden miljarden frank uit aan duur oorlogsmateriaal, wat hem als "Kampioen van de defensie-uitgaven" erg populair maakte bij de Luikse wapenlobby maar minder geliefd bij de gewone burger en de parlementaire oppositie. Zij hekelen de snel toenemende schuldenlast op het departement en eisten eveneens (meer) uitleg en transparantie bij de dure en (soms obscure) aankoopcontracten en aanbestedingen. Maar VDB wil niet enkel investeren in militaire infrastructuur en legermateriaal maar maakt ook plannen om Defensie organisatorisch grondig te hervormen. Zo wil hij niet enkel de dienst van beroepsmilitairen verlengen en de dienstplichtigen van West-Duitse kazernes naar België te halen, om de korpsen in West-Duitsland te professionaliseren, maar wil hij begin 1973 ook de mogelijkheid van uitstel van de dienstplicht om studieredenen bij 18-jarigen afschaffen. Dat laatste zet echter heel wat kwaad bloed bij middelbare scholieren en studenten die in februari elke vrijdag massaal op straat kwamen om te protesteren. Vanden Boeynants reageerde furieus en zette legerofficieren in om de jongeren, die hij minachtend "beroepsagitatoren opgehitst door onder andere Maoïsten" noemde, in de scholen tegen te werken. Wanneer het studentenprotest evenwel feller wordt en ook de steun krijgt van de Gezinsbond en de Nationale Confederatie van de Ouderverenigingen, werden de geplande hervormingen inzake de dienstplicht toch opgegeven.

#### Aankoop van de eeuw
In 1975 haalt Paul Vanden Boeynants de internationale pers wanneer in de regering-Tindemans II de vraagt rijst welke gevechtsvliegtuigen van welke wapenfabrikant moeten worden aangekocht om de als verouderd geachte Starfighters F-104 van het Belgische leger te vervangen door toestellen die wel voldoen aan de standaardnormen van de NAVO. De voorgestelde groepsaankoop van 102 F16-gevechtsvliegtuigen ter waarde van 30 miljard Belgische frank in een consortium met Nederland, Noorwegen en Denemarken is erg omstreden want communautair geladen, tot stand gekomen door achterkamertjespolitiek en maanden intens lobbywerk, door Frankrijk gecontesteerd én van een voor die tijd ongekende financiële draagwijdte. Niettegenstaande de Franstaligen en met name de Waalse pers en de parlementsleden van het Rassemblement Wallon (R.W.) en het FDF, die daarin openlijk werden gesteund door minister Vanden Boeynants en zijn invloedrijke kabinetschef en luitenant-generaal Jacques Lefebvre, aanvankelijk nog hun expliciete voorkeur uitspraken voor de Mirage F1 van de Franse vliegtuigbouwer Dassault, besliste de regering op instigatie van premier Leo Tindemans na diens ultiem onderhoud met de Amerikaanse president Ford in Brussel, op 7 juni 1975 om het technisch advies van de stuurgroep van deskundigen te volgen en toch de F16’s van het Amerikaanse General Dynamics Corporation aan te kopen, zoals ook de meeste Vlamingen en in het bijzonder de CVP dat wilden. Na een bezoek van Vanden Boeynants aan zijn Amerikaanse collega van het Pentagon, James Schlesinger – een havik die bekend stond een groot voorstander te zijn van een harde wapenwedloop tegenover de Sovjet-Unie – op 2 juni 1975, was VDB tot de conclusie gekomen dat de aankoop van de Amerikaanse F16’s toch het beste was voor België. VDB had zich laten overtuigen omwille van de vanuit Amerika toegezegde forse economische compensaties ten voordele van FN-wapenfabrieken in het Luikse Herstal, alsook volgens VDB, “de snelle leveringstermijnen, de militaire prestaties en de lage kostprijs van de toestellen aan een door hem persoonlijk onderhandelde voordelige dollarkoers”, en de door de regering gegarandeerde financiële steun aan o.m. de Waalse luchthavens van Bierset en Gosselies en de Brusselse agglomeratieraad. VDB kon in zijn gewijzigde standpunt o.m. rekenen op de steun van de dissidente RW-staatssecretaris voor streekeconomie Jean Gol.

#### Militaire interventie in Zaïre
Op 6 februari 1979 raakte bekend dat de Belgische regering-Vanden Boeynants II besloten had om, in overleg met de VS, 250 para-commando's op manoeuvre te sturen naar de militaire basis in Kitona in Zaïre, de zgn. operatie Green Apple. Volgens PS-minister van Buitenlandse Zaken Henri Simonet was er sprake van onrust en konden er zware rellen uitbreken tegen president Mobutu. Toen Vanden Boeynants, in zijn dubbele hoedanigheid van premier én minister van Landsverdediging, echter overeenkomstig het officiële regeringsstandpunt verklaarde dat de para's werden gestuurd om, in het kader van een (tijdelijke) militaire coöperatie, een infanterie-divisie van Forces Armées Zaïroises (FAZ) op te leiden overeenkomstig de wet van 1972, werd hij scherp bevraagd door de pers en de Vlaamse socialisten. Volgens SP-voorzitter Karel Van Miert, hadden de para's de opdracht om de Belgen te beschermen en eventueel te evacueren en was het de bedoeling van VDB om de para's permanent in Zaïre te houden teneinde het "corrupte Mobutu-regime" (dixit SP-fractieleider Louis Tobback) te ondersteunen. VDB ontkende de beschuldigingen en relativeerde de plannen met een kwinkslag. Op 30 maart werd Green Apple beëindigd en keerden de para's terug naar België zonder militair te hebben moeten ingrijpen.
Na de vorming van de regering-Martens I in april 1979 oefende Vanden Boeynants de functie van vice-premier uit en werd hij opnieuw minister van Landsverdediging. Op 15 oktober dat jaar nam VDB plots ontslag als minister van defensie, officieel om de functie van partijvoorzitter van de PSC te worden maar volgens ingewijden een gevolg van een onderzoek van het Hoog Comité van Toezicht naar de defensiecontracten, in het bijzonder het aankoopbesluit van 24 juli 1979 van 1039 pantservoertuigen ter waarde van 24 miljard Belgische frank, die door de regering onder druk van Vanden Boeynants werden toegekend aan ASCO, de onderneming geleid door Roger Boas, een goede bekende van VDB. In de periode van bijna acht jaar dat Vanden Boeynants het departement Landsverdediging leidde zag deze firma in militaire voertuigen zijn omzet vertienvoudigd. VDB's portefeuille van defensie werd overgenomen door zijn partijgenoot en vertrouweling José Desmarets.

## Einde politieke loopbaan
In 1995 besloot VDB de politiek te verlaten. Hij werd vervolgens gedurende enkele jaren de directeur van Pan, een satirisch weekblad in Brussel, in een poging nog politieke invloed uit te oefenen, maar dit mislukte. Hij overleed begin 2001, aan de gevolgen van een hartoperatie. Hij werd begraven op de begraafplaats van Brussel te Evere.